# Ариоальд
Ариоальд (умер в 636) — король лангобардов (625/626—636), до того — герцог Турина.

## Биография
Герцог Турина Ариоальд в 625 или 626 году стал правителем Лангобардского королевства, женившись на дочери короля Агилульфа и сестре короля Аделоальда Гундберге. Возможно, их бракосочетание состоялось не позднее 615 или 616 года, но существует мнение, что Ариоальд женился на Гундеберге уже после получения королевского титула. Не вызывает сомнения только факт, что Ариоальд смог удержать власть над лангобардами во многом благодаря близким родственным связям со своими предшественниками на престоле.
Однако почти сразу же после получения королевского титула Ариоальд на три года заточил Гундебергу в монастырь в Ломелло. По свидетельству Фредегара, Гундеберга однажды обратила внимание своей свиты на красоту придворного по имени Адалульф. Тот же, узнав об этом, безуспешно попытался склонить королеву к супружеской измене. Когда Гундеберга с презрением отклонила его притязания, он обвинил её в намерении возвести на престол герцога Фриуля Тасо. Ариоальд поверил клевете и повелел взять королеву под стражу. Тасо же вскоре был убит равеннским экзархом Исааком, подкупленным королём лангобардов. Предположительно в 628 году в Павию прибыло посольство от короля франков Хлотаря II, дальнего родственника Гундеберги. В том числе, послы спросили о причине заключения королевы. Узнав её, один из них, Ансоальд, предложил провести над королевой «Божий суд», на что Ариоальд дал согласие. Во время традиционного для такого случая судебного поединка защитник интересов Гундеберги по имени Питтон, нанятый двоюродными братьями королевы Арипертом и Гундопертом, убил Адалульфа. Этим была доказана полная невиновность Гундеберги. Та немедленно была оправдана и возвращена к королевскому двору.
Ариоальд отметил свое правление тем, что восстановил позиции арианства в Лангобардском королевстве и отразил набег аваров на северо-восточную Италию.
Король Ариоальд погиб в 636 году, упав с коня.